# Yokote (Akita)
Yokote (横手市 Yokote-shi?) es una ciudad localizada en la prefectura de Akita, Japón. En octubre de 2018 tenía una población de 87.960 habitantes y una densidad de población de 127 personas por km². Su área total es de 692,80 km².

## Geografía

### Municipios circundantes
- Prefectura de Akita
  - Yurihonjō
  - Daisen
  - Yuzawa
  - Misato
  - Ugo
  - Higashinaruse
- Prefectura de Iwate
  - Nishiwaga

## Demografía
Según datos del censo japonés, la población de Yokote ha disminuido en los últimos años.
| Año del censo | Población |
| ------------- | --------- |
| 1995          | 112.600   |
| 2000          | 109.004   |
| 2005          | 103.652   |
| 2010          | 98.367    |
| 2015          | 92.197    |